# Agustín Verdugo
Fabio Agustín Verdugo (San Rafael, Mendoza, Argentina, 18 de septiembre de 1997) es un futbolista argentino que juega como mediocampista en Huracán Las Heras del Torneo Federal A de Argentina.

## Trayectoria
Nacido en San Rafael, se unió a las divisiones inferiores de Deportivo Argentino, para luego unirse a Godoy Cruz. Comenzó su carrera profesional durante la temporada 2017, debutando profesionalmente el 7 de mayo en un empate 0-0 ante Defensa y Justicia, para luego jugar 8 partidos más durante el torneo de Primera División 2016-17. marcó su primer gol el 14 de abril de 2018, durante la victoria como local ante Temperley.
En junio de 2019 es cedido por Mitre (SdE) de la Primera Nacional. Luego de regresar de su préstamo, no es tomado en cuenta por el cuerpo técnico, por lo que tras rescindir su contrato, en septiembre de 2020 es anunciado como nuevo jugador de Nueva Chicago de la misma categoría. En 2021, ficha por Huracán Las Heras del Federal A, para tener un paso por Deportivo Argentino. En febrero de 2022, es anunciado como refuerzo de Independiente Rivadavia por toda la temporada. la temporada siguiente, regresa a Huracán Las Heras.
En enero de 2024, es anunciado como nuevo jugador del Llaneros de la Categoría Primera B colombiana. Tras formar parte del equipo que logró el ascenso a la Categoría Primera A, El 27 de diciembre de 2024 es anunciado como nuevo jugador de Rangers de la Primera B chilena. El 17 de junio de 2025, se anuncia el fin de su contrato por mutuo acuerdo con el club chileno.

## Clubes
| Club                    | País      | Año       |
| ----------------------- | --------- | --------- |
| Godoy Cruz              | Argentina | 2017-2020 |
| → Mitre (SdE) (cedido)  | Argentina | 2019-2020 |
| Nueva Chicago           | Argentina | 2020-2021 |
| Huracán Las Heras       | Argentina | 2021      |
| Deportivo Argentino     | Argentina | 2021      |
| Independiente Rivadavia | Argentina | 2022      |
| Huracán Las Heras       | Argentina | 2023      |
| Llaneros                | Colombia  | 2024      |
| Rangers                 | Chile     | 2025      |
| Huracán Las Heras       | Argentina | 2025-Act. |

## Palmarés

### Campeonatos nacionales
| Título    | Club     | País     | Año           |
| --------- | -------- | -------- | ------------- |
| Primera B | Llaneros | Colombia | Apertura 2024 |